# Église Saint-Pierre-et-Saint-Jean-Baptiste d'Andel
L'église Saint-Pierre-et-Saint-Jean-Baptiste est une église catholique située à Andel, dans le département français des Côtes-d'Armor.

## Histoire

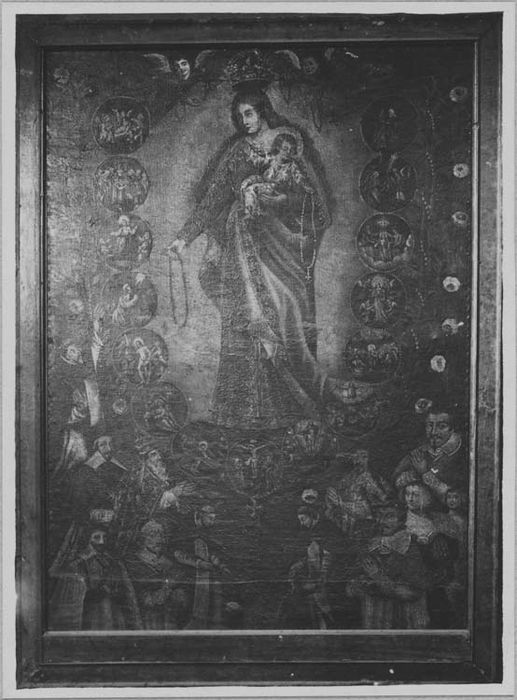
Le vœu de Louis XIII.

Elle a été reconstruite en 1757, et le porche de l'ancienne église, datant de 1591, lui a été integrée.
Les murailles furent relevées en 1845, et en 1878, l'église fut entièrement restaurée par Vaiva jeune, entrepreneur à Lamballe.

## Description

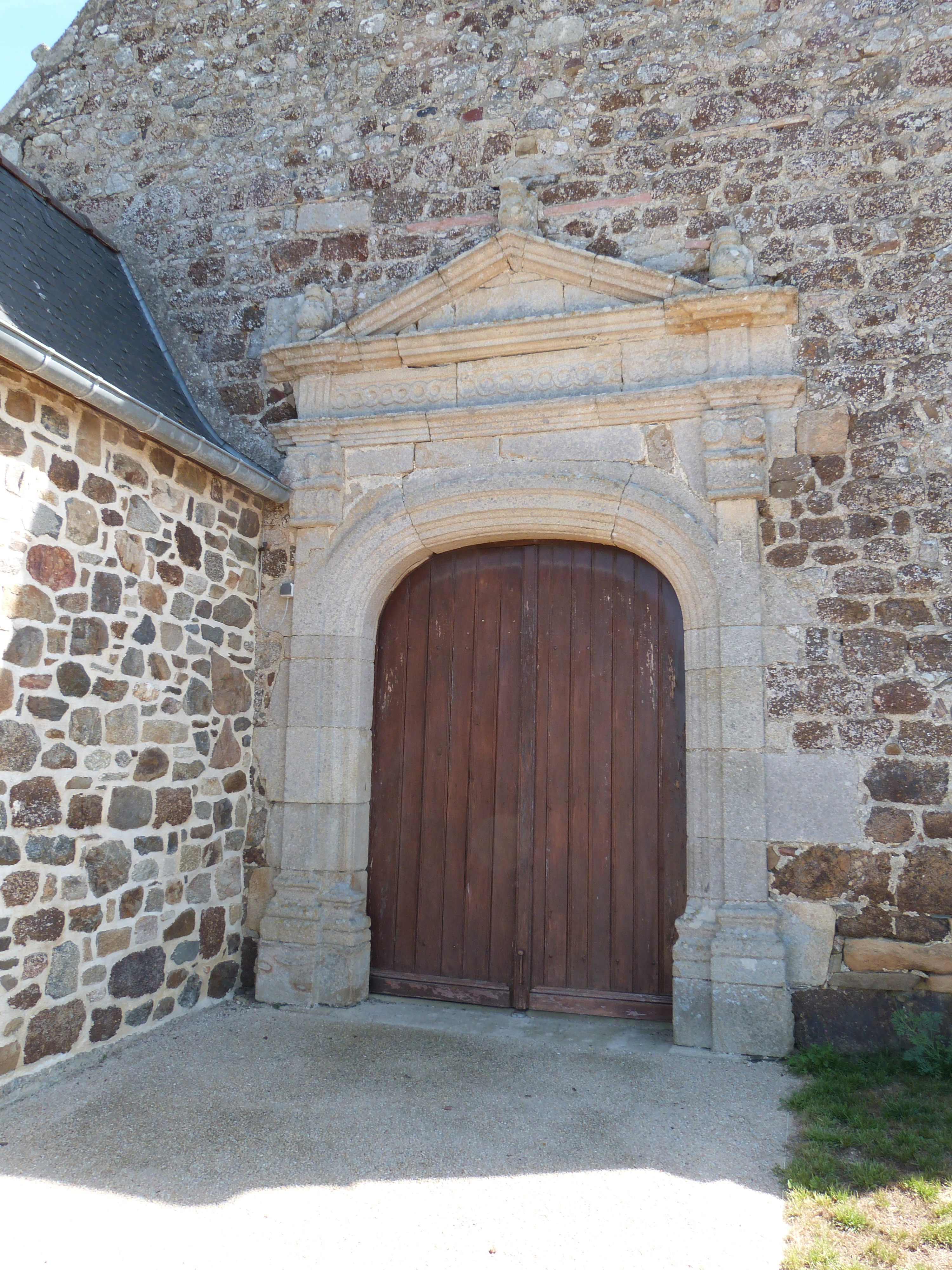
Porte de l'église Saint-Pierre-et-Saint-Jean-Baptiste.

Les chapiteaux des colonnes présentent une sculpture avec des têtes aux grandes oreilles en forme de spirale.
Le campanile abrite trois cloches.
Le fronton du porche est soutenu par deux pilastres.